# Моймировичи
Моймировичи (Mojmírovci)- съвременно название на династия, чиито представители управляват Моравия, Великоморавското княжество и Нитранското княжество през IX-X век.
Първия известен представител на династията е Моймир, от когото тя и получава своето название. Последните известни представители на династията предположително са загинали през 906 г., по време на едно от нахлувания на унгарските племена. Информация за представители на династията преди Моймир и след 906 г. няма.
Известни представители:
- Моймир I, княз на Моравия (830? – 833), княз на Великоморавия (833—846)
- Ростислав, княз на Нитранско княжество (? – 846), княз на Великоморавия (846—870; от 867 фактически прави само в Моравското княжество)
- Славомир, временен правител на Великоморавия в 871 година
- Святополк I, княз на Нитранското княжество (850-те – 871), княз на Великоморавия (871—894)
- Моймир II, княз на Великоморавии (894—906?)
- Святополк II, княз на Нитранското княжество (894—906?)
- Предслав, правител на област в района на съвременна Братислава (спорн.)

|  | Тази страница частично или изцяло представлява превод на страницата „Моймировичи“ в Уикипедия на руски. Оригиналният текст, както и този превод, са защитени от Лиценза „Криейтив Комънс – Признание – Споделяне на споделеното“, а за съдържание, създадено преди юни 2009 година – от Лиценза за свободна документация на ГНУ. Прегледайте историята на редакциите на оригиналната страница, както и на преводната страница, за да видите списъка на съавторите. ВАЖНО: Този шаблон се отнася единствено до авторските права върху съдържанието на статията. Добавянето му не отменя изискването да се посочват конкретни източници на твърденията, които да бъдат благонадеждни. |